# MUTE
MUTE ist ein freies Peer-to-Peer-Filesharingprogramm, das versucht, die Identität der Benutzer zu verschleiern. MUTE wurde von Jason Rohrer als native Anwendung für Windows, Linux und Mac OS X entwickelt und unter Public domain veröffentlicht. Seit 2009 wird MUTE nicht mehr weiterentwickelt.

## Merkmale
- Komplett dezentralisiertes Netzwerk ohne jegliche zentrale (Index-)Server; Suche läuft durch kontrolliertes Fluten ab.
- Verwendung von indirekten Verbindungen: Anbieter und Empfänger einer Datei halten keine direkte Verbindung miteinander, sondern die Verbindung wird über mehrere Zwischenknoten aufgebaut, so dass weder der Empfänger weiß, von welchem Knoten er herunterlädt, noch der Sender, an wen er die Datei übermittelt. Jeder Knoten kennt nur die IP-Adressen einiger Nachbarknoten.
- Verschlüsselung der Verbindungen zwischen Nachbarknoten im Netz (RSA, AES).
- Das Routing basiert auf einem Ameisenalgorithmus.

Somit soll MUTE das Tauschen von Dateien mit einer möglichst großen Privatsphäre ermöglichen. Ähnliche Techniken werden auch bei Freenet, RetroShare, GNUnet, I2P und weiteren verwendet.

## Alternative Clients
Folgende Clients sind mit MUTE kompatibel, werden aber genau wie MUTE nicht mehr weiterentwickelt.
- Kommunte (letzte Version erschien 2010)
- Calypso (letzte Version erschien 2010)
- MFC MUTE (letzte Version erschien 2005)
- Napshare (letzte Version erschien 2005)